# Le Vieil Homme et Lisa
Le Vieil Homme et Lisa (The Old Man and the Lisa) est le 21e épisode de la saison 8 de la série télévisée d'animation Les Simpson.

## Synopsis
Mr Burns perd sa fortune et jure de se refaire. il le fait grâce au recyclage.

## Guest Star
- Bret Hart (voix et personnage).